# Частотний розподіл
Частотний розподіл (англ. Frequency distribution) — метод статистичного опису даних (виміряних значень, характерних значень). Математично розподіл частот, є функцією, яка в першу чергу визначає для кожного показника ідеальне значення, так як ця величина зазвичай вже виміряна. Такий розподіл можна подати у вигляді таблиці або графіка, моделюючи функціональні рівняння. У описової статистики частота розподілу має ряд математичних функцій, які використовуються для вирівнювання та аналізу частотного розподілу (наприклад, нормальний розподіл Гауса).

## Метод
Обсяг даних (виміряні значення, дані обстеження) є першим оригінальним невпорядкованим списком. По-перше, його необхідно відсортувати. Від початкового списку, в цьому випадку, може виникнути невелике відхилення квантилів (статистичний розкид), ймовірного відхилення і стандартного відхилення (емпіричне правило: стандартне відхилення = відстань / 6).
Потім ми приписуємо кожній величині значення і підсумовуємо їх. Як правило ми отримуємо абсолютну частоту. Спираючись на дані абсолютної частоти обчислюємо загальну кількість значень вибірки і обчислюємо відносні частоти. Тепер у нас є впорядкована множина пар значень (характерні значення і пов'язаних з ними відносні частоти), так званий рейтинг.
Додамо відносні частоти, починаючи з найменшого значення ознаки і призначимо кожній функції значення суми (в тому числі власного вкладу), так щоб вийшов розподіл. Це вказує для кожного значення ознаки, наскільки велика його частка, менших або рівних відповідного характеристичного значення. Відсоток починається з 0 і наближається до 1 або 100 відсотків. Графічно це зображується слабкою монотонно зростаючою кривою, що має видовжену S-подібну форму. Існують численні спроби відтворення результатів розподілу функціональними рівняннями. Розподіл суми, в залежності від значень ознак найпростіший тип подання розподілу частот.
За правилами також необхідно провести класифікацію характерних значень. Ця процедура ділить діапазон значень, що виникають, наприклад, 10 або 20 однакової ширини класів (рідкісних значень по краях (див. «викиди») іноді групуючихся разом великими класами). Потім визначається щільність функції, похідної функції розподілу у відповідності з характеристикою значення у випадку безперервного розподілу. Крім того, частоту можна визначити не тільки шляхом підрахунку, але також, наприклад, шляхом зважування. Тоді ми отримаємо розподіл маси замість ряду розподілу. В принципі, можна скористатися будь-якою адитивною величиною для вимірювання частоти. Якщо випадкова вибірка сильно відрізняється від нормального розподілу (кривої нормального розподілу), то дані можуть бути зміщені за допомогою вибору ефектів або тенденцій. Різні статистичні тести пропонують висновок або дисперсійний аналіз. Якщо розмір вибірки знаходиться в суперпозиції декількох підмножин (віковий розподіл, професій, груп), то розподіл частот замість максимальних також може бути двох-або багатомірним.

## Спільний частотний розподіл
Спільні частотні розподіли двох випадкових величин записуються як двосторонні таблиці спряженості: 
|          | Танці | Спорт | Телебачення | Загалом |
| -------- | ----- | ----- | ----------- | ------- |
| Чоловіки | 2     | 10    | 8           | 20      |
| Жінки    | 16    | 6     | 8           | 30      |
| Загалом  | 18    | 16    | 16          | 50      |

Колонка і рядок загалом описують відособлені частоти або відособлені розподіли, а решта таблиці описує спільні частотні розподіли.